# Historias mínimas
Historias mínimas és una pel·lícula argentina dramàtica de 2002 dirigida per Carlos Sorín i amb guió de Pablo Solarz. Va ser filmada en la província de Santa Cruz, a la Patagònia argentina. La pel·lícula va rebre diversos premis nacionals i internacionals.

## Sinopsi
Diversos personatges recorren les carreteres de la Patagònia: Don Justo és un comerciant retirat, que rep notícies de l'aparició del seu gos (el "Malacara"), el qual "es va anar" fa tres anys. La seva idea de recuperar-ho posa a prova la relació amb el seu fill.
Roberto és un comerciant que porta com a obsequi una coca amb forma de pilota de futbol per a celebrar l'aniversari del petit Rene, fill d'una ex clienta. La seva intenció és impressionar-la i intentar formar una parella amb ella, però pel camí comença a dubtar de si René és home o dona, i decideix redecorar-la en una forma neutral.
El tercer personatge és María Flores, una dona humil i de classe baixa que acaba de rebre un missatge per a participar en un programa-concurso de televisió.

## Repartiment
- Javier Lombardo (Roberto)
- Antonio Benedictti (Don Justo Benedictti)
- Javiera Bravo (María Flores)
- Julia Solomonoff (Julia)
- Laura Vagnoni (Estela)
- Enrique Otranto (Carlos)
- Mariela Díaz (Amiga de María)
- María Rosa Cianferoni (Ana)
- María del Carmen Jiménez (Panadera)
- Argentina Ramona Albarracín (Doctora)
- César García (César García)
- Armando Grimaldi (El mesero)
- Mario Splanguño (Panadero)
- Rosa Valsecchi (Panadera #2)
- Aníbal Maldonado (Fermín)
- Carlos Montero (Losa)
- Silvina Fontelles (Gorda)
- Pedro Andrada (Driver)
- Francis Sandoval (Hija de María)

## Temes
La pel·lícula consisteix en una sèrie d'històries narrades mitjançant diversos personatges que es creuen sense adonar-se. Al mateix temps aquestes històries es concentren en les "coses petites" de la vida, que en aquesta pel·lícula semblen més petites encara enfront de l'immens paisatge patagó on s'ambienta la trama.

## Premis
- 2002, Festival Internacional de Cinema de Sant Sebastià: Premi FIPRESCI - Menció especial (Carlos Sorín), Premi SIGNIS - Menció especial (Carlos Sorín) i Premi especial del jurat (Carlos Sorín)[5]
- 2002, Festival Internacional del Nou Cinema Llatinoamericà de l'Havana: Gran Coral - Segon Premi (Carlos Sorín) i Martin Luther King Memorial Center Award (Carlos Sorín)[6]
- 2003, Associació de Crítics Cinematogràfics de l'Argentina: Còndor de Plata per Millor Director (Carlos Sorín), Millor Pel·lícula, Millor Música (Nicolas Sorín), Millor Revelació Masculina (Antonio Benedicti), Millor Guió Original (Pablo Solarz), Millor Direcció Artística (Margarita Jusid), Millor Fotografia (Hugo Colace) i Millor So (Carlos Abbate i José Luis Díaz)
- 2003, Cartagena Film Festival: Special Jury Prize (Carlos Sorín)
- 2003, Festróia - Tróia International Film Festival: Golden Dolphin (Carlos Sorín)
- 2003, Fribourg International Film Festival: Gran Premi (Carlos Sorín)
- 2003, Los Angeles Latin International Film Festival: Millor Pel·lícula
- 2003, Tromsø International Film Festival: Aurora Award - Special Mention (Carlos Sorín)
- 2003, Uruguai International Film Festival: Millor Pel·lícula
- 2003, Uruguayan Film Critics Association: Millor Pel·lícula Hispanoamericana
- 2004. Goya a la millor pel·lícula estrangera de parla hispana.[7]